# Kakitani Yoichiro
Kakitani Yoichiro (sinh ngày 3 tháng 1 năm 1990) là một cầu thủ bóng đá người Nhật Bản.

## Sự nghiệp quốc tế
Kakitani được vinh danh là Cầu thủ xuất sắc nhất giải vô địch bóng đá U-17 châu Á 2006. Anh ghi được 4 bàn thắng góp công giúp đội tuyển U-17 Nhật Bản vô địch giải đấu. Anh tiếp tục ghi 2 bàn tại FIFA U-17 World Cup 2007 tổ chức tại Hàn Quốc. Trong trận đấu với U-17 Pháp, anh ghi được một bàn thắng ngoạn mục từ vạch giữa sân.
Kakitani ra mắt đội tuyển quốc gia Nhật Bản tại Cúp bóng đá Đông Á 2013. Anh chơi trận đấu quốc tế đầu tiên với Trung Quốc và có bàn thắng quốc tế đầu tiên ở phút 59. Sau đó, anh lập một cú đúp giúp đội nhà thắng Hàn Quốc 2–1. Với 3 bàn thắng có được, Kakitani góp công giúp Nhật Bản vô địch đồng thời anh cũng ẵm luôn danh hiệu vua phá lưới.
Kakitani có tên trong danh sách đội tuyển Nhật Bản tham dự World Cup 2014 tổ chức tại Brasil. Ở giải đấu này, anh được thi đấu 2 trận gặp Bờ Biển Ngà và Colombia, cả 2 trận đều là vào sân từ băng ghế dự bị.

## Thống kê sự nghiệp

### Quốc tế
| Đội tuyển bóng đá Nhật Bản | Đội tuyển bóng đá Nhật Bản | Đội tuyển bóng đá Nhật Bản |
| Năm                        | Trận                       | Bàn                        |
| -------------------------- | -------------------------- | -------------------------- |
| 2013                       | 9                          | 4                          |
| 2014                       | 9                          | 1                          |
| Tổng cộng                  | 18                         | 5                          |

### Bàn thắng quốc tế
| #  | Ngày                 | Địa điểm                                      | Đối thủ    | Bàn thắng | Kết quả | Giải đấu                |
| -- | -------------------- | --------------------------------------------- | ---------- | --------- | ------- | ----------------------- |
| 1. | 21 tháng 7 năm 2013  | Sân vận động World Cup Seoul, Seoul, Hàn Quốc | Trung Quốc | 2–1       | 3–3     | Cúp bóng đá Đông Á 2013 |
| 2. | 28 tháng 7 năm 2013  | Sân vận động Olympic Seoul, Seoul, Hàn Quốc   | Hàn Quốc   | 1–0       | 2–1     | Cúp bóng đá Đông Á 2013 |
| 3. | 28 tháng 7 năm 2013  | Sân vận động Olympic Seoul, Seoul, Hàn Quốc   | Hàn Quốc   | 2–1       | 2–1     | Cúp bóng đá Đông Á 2013 |
| 4. | 16 tháng 11 năm 2013 | Sân vận động Nhà vua Baudouin, Brussels, Bỉ   | Bỉ         | 1–1       | 3–2     | Giao hữu                |
| 5. | 4 tháng 6 năm 2014   | Sân vận động Raymond James, Tampa, Hoa Kỳ     | Costa Rica | 3–1       | 3–1     | Giao hữu                |

#### U-17
| # | Ngày                | Địa điểm                                            | Đối thủ           | Bàn thắng | Kết quả | Giải đấu                                |
| - | ------------------- | --------------------------------------------------- | ----------------- | --------- | ------- | --------------------------------------- |
| 1 | 5 tháng 9 năm 2006  | Sân vận động Jalan Besar, Jalan Besar, Singapore    | Singapore         | 1–0       | 1–1     | Giải vô địch bóng đá U-17 châu Á 2006   |
| 2 | 11 tháng 9 năm 2006 | Sân vận động Jalan Besar, Jalan Besar, Singapore    | Iran              | 1–0       | 1–1     | Giải vô địch bóng đá U-17 châu Á 2006   |
| 3 | 14 tháng 9 năm 2006 | Sân vận động Jalan Besar, Jalan Besar, Singapore    | Syria             | 2–0       | 2–0     | Giải vô địch bóng đá U-17 châu Á 2006   |
| 4 | 17 tháng 9 năm 2006 | Sân vận động Jalan Besar, Jalan Besar, Singapore    | CHDCND Triều Tiên | 1–2       | 4–2     | Giải vô địch bóng đá U-17 châu Á 2006   |
| 5 | 19 tháng 8 năm 2007 | Sân vận động bóng đá Gwangyang, Gwangyang, Hàn Quốc | Haiti             | 3–1       | 3–1     | Giải vô địch bóng đá U-17 thế giới 2007 |
| 6 | 25 tháng 8 năm 2007 | Sân vận động bóng đá Gwangyang, Gwangyang, Hàn Quốc | Pháp              | 1–0       | 1–2     | Giải vô địch bóng đá U-17 thế giới 2007 |

## Danh hiệu

### Câu lạc bộ
Basel
- Swiss Super League: 2014–15, 2015–16

Cerezo Osaka
- J.League Cup: 2017
- Cúp Hoàng đế Nhật Bản: 2017

### Quốc tế
Đội tuyển U-17 Nhật Bản
- Giải vô địch bóng đá U-17 châu Á: 2006

Đội tuyển quốc gia Nhật Bản
- Cúp bóng đá Đông Á: 2013

### Cá nhân
- Cầu thủ xuất sắc nhất Giải vô địch bóng đá U-17 châu Á: 2006
- Vua phá lưới Cúp bóng đá Đông Á: 2013
- Cầu thủ xuất nhất tháng của J. League 1: Tháng 5 năm 2013